# Metopius zuluensis
Metopius zuluensis là một loài tò vò trong họ Ichneumonidae.